# Maj-Britt Hedlund
Maj-Britt Viola Hedlund, född 1 maj 1928 i Holmsund, död där 12 januari 2009, var en svensk hembygdsforskare. 
Maj-Britt Hedlund tog examen vid Umeås handelsinstitut 1946 och arbetade därefter på Länsstyrelsen i Västerbottens län.
Hon fick Johan Nordlander-sällskapets kulturpris 2004 för sin hembygdsforskning om Holmsund. År 2007 fick hon Umeå kommuns Minervapris.